# Gran Concepción
Gran Concepción (deutsch Groß-Concepción), offiziell Intercomuna Concepción-Talcahuano, ist mit rund 1,1 Millionen Einwohnern der zweitgrößte Ballungsraum in Chile, nach Groß-Santiago (región Metropolitana de Santiago) mit rund 8 Millionen Einwohnern. Die Fortschreibung der Einwohnerzahl durch das Nationale Institut für Statistik (spanisch Instituto Nacional de Estadística, INE) ergab für Gran Concepción im Jahre 2012 eine Zahl von 1.083.043 Einwohnern.
Der Ballungsraum verdankt seinen Namen der Stadt Concepción, der Hauptstadt der Región del Bío-Bío.

## Bildung

### Universität
- Universidad de Concepción (Concepción)
- Universidad del Bío-Bío (Concepción)
- Universidad Católica de la Santísima Concepción (Concepción)
- Universidad Técnica Federico Santa María (Hualpén)
- Universidad de Los Lagos (Concepción)
- Universidad del Desarrollo (Concepción)
- Universidad San Sebastián (Concepción)
- Universidad Andrés Bello (Talcahuano)
- Universidad Santo Tomás (Concepción)
- Universidad Tecnológica de Chile (Talcahuano)
- Universidad de las Américas (Concepción)
- Universidad La República (Concepción)
- Universidad ARCIS (Concepción)
- Universidad Bolivariana (Concepción)
- Universidad de Pedro de Valdivia (Concepción)
- Universidad del Pacífico (Concepción)

### Institut
- Instituto Profesional INACAP (Talcahuano)
- Instituto Profesional DuocUC (Concepción)
- Instituto Profesional Santo Tomás (Concepción)
- Instituto Profesional AIEP (Concepción)
- Instituto Profesional Providencia (Concepción)
- Instituto de Estudios Bancarios Guillermo Subercaseaux (Concepción)
- Instituto Profesional Virginio Gómez (Concepción)
- Instituto Profesional Diego Portales (Concepción)
- Instituto Tecnológico UCSC (Talcahuano)
- Instituto Profesional La Araucana (Concepción)
- Instituto Profesional Valle Central (Concepción)